# Salomón Andrés Sanabria
Salomón Andrés Sanabria Chacón (Aguazul, Casanare, 13 de enero de 1986) es un ingeniero y político colombiano, que se desempeñó como gobernador del Departamento de Casanare entre 2020 y 2023.

## Biografía
Nació el 13 de enero de 1986, hijo de Héctor Sanabria y Martha Chacón, ambos agricultores, en el municipio de Aguazul, en la entonces Intendencia del Casanare y se crio en Tauramena.

### Estudios
Estudió Ingeniería Industrial en la Universidad Externado de Colombia, en donde también se especializó en Contratación Estatal. También realizó una especialización en Administración en Salud Ocupacional en la Universidad del Meta.

### Carrera profesional
Se desempeñó como gerente de varias empresas privadas, y fue docente en el Instituto Técnico de Educación y Capacitación, en la Fundación Universitaria UNISANGIL y en la Universidad Nacional Abierta y a Distancia.
También fue contratista del Hospital Juan Hernando Urrego, de Aguazul, población de la cual también se desempeñó como secretario de salud.

### Carrera política
En las elecciones regionales de Colombia de 2019, fue el candidato del Partido Centro Democrático a la Gobernación de Casanare, el cual esperaba extender su gobierno departamental. Ganó los comicios con 87.071 votos, equivalentes al 41,24%, y obtuvo la mayoría de votos en todos los municipios del departamento, derrotando al exgobernador 2013-2015 Marco Tulio Ruiz, candidato del Partido Cambio Radical y el Partido Liberal. Centró su campaña en el fortalecimiento y desarrollo del sector agropecuario.
Es de anotar que era el cuñado del saliente gobernador Josué Alirio Barrera, razón por la cual el Consejo Nacional Electoral recibió una demanda para inhabilitar su campaña, pero el organismo la negó.